# ザ・バンド (アルバム)
『ザ・バンド』（The Band）は、ザ・バンドが1969年に発表したセカンド・アルバム。本国では「The Brown Album」とも呼ばれている。
『ローリング・ストーン』誌が選んだ「オールタイム・ベスト・アルバム500」（2012年版）において45位にランクインした。

## 概要
1968年3月24日、ロビー・ロバートソンはカナダ人のジャーナリストのドミニク・ブルジョワと結婚した。同年7月1日、ザ・バンドのファースト・アルバム『ミュージック・フロム・ビッグ・ピンク』が発売される。ドミニクとの間に長女アレクサンドラを授かったロバートソンは家族3人でハワイへ飛び、ワイキキの水上ハウスを借りた。『ミュージック・フロム・ビッグ・ピンク』のプロデューサーを務めたジョン・サイモン、サイモンの妻とワイキキで会い、新しいアルバムのための曲を書き始めた。
『ミュージック・フロム・ビッグ・ピンク』のレコーディングはニューヨークのA&Rスタジオ、ロサンゼルスのキャピトル・スタジオ、ゴールド・スター・スタジオなどで行われたが、グループは次のアルバムの音をボブ・ディランとビッグ・ピンク・ハウスで録音した曲に近いものにしたいと考え、レコ―ディングに使えそうな家を探した。ロバートソンがハワイにいる間にジョン・タブリンがカリフォルニア州ハリウッド・ヒルズにあるプール付きの邸宅を見つけた。その家はかつてジュディ・ガーランドやウォーリー・コックス、サミー・デイヴィスJr.などが所有していた物件だった。ロバートソン一家はハワイからハリウッド・ヒルズへ直接向かい、他のメンバーと合流した。ヘルムはプールハウスの寝室エリアで寝泊まりすることになった。
グループとジョン・サイモンはキャピトル・レコードを説得し、3Mの8トラック・テープ・マシン、アルテックの604モニター、EMTのエコー・チェンバーなどをプール・ハウスに持ち込んだ。サイモンによれば機材のセッティングには時間がかかったため、その間にロバートソンは曲を書き、バンドは練習を行ったという。
アルバムは1969年9月22日に発売。ロバートソンはレコーディング・エンジニアも務めた。ミキシング・エンジニアはジョー・ザカリーノとトニー・メイ。ジャケットの写真はエリオット・ランディー、デザインはボブ・ケイトー（Bob Cato）が行った。Billboard 200の9位を記録した。
2000年の再発盤にはライブ・アルバム『Rock of Ages』で初めて発表された「ゲット・アップ・ジェイク」はじめ6曲のボーナス・トラックが収録された。
2019年11月15日、「50周年記念2CDデラックス・エディション」と「50周年記念スーパー・デラックス・エディション」（6枚組）が発売された。

## 収録曲
Side 1
1. ロッキー越えて  - Across the Great Divide (Robbie Robertson) - 2:53
リード・ボーカル：リチャード・マニュエル
2. ラグ・ママ・ラグ  - Rag Mama Rag (Robertson) - 3:04
リード・ボーカル：リヴォン・ヘルム
3. オールド・ディキシー・ダウン  - The Night They Drove Old Dixie Down (Robertson) - 3:33
リード・ボーカル：リヴォン・ヘルム
4. ホエン・ユー・アウェイク  - When You Awake (Richard Manuel, Robertson) - 3:13
リード・ボーカル：リック・ダンコ
5. クリプル・クリーク  - Up on Cripple Creek (Robertson) - 4:34
リード・ボーカル：リヴォン・ヘルム
6. ウィスパリング・パインズ  - Whispering Pines (Manuel, Robertson) - 3:58
リード・ボーカル：リチャード・マニュエル

Side 2
1. ジェミマ・サレンダー  - Jemima Surrender (Levon Helm, Robertson) - 3:31
リード・ボーカル：リヴォン・ヘルム
2. ロッキン・チェアー  - Rockin' Chair (Robertson) - 3:43
リード・ボーカル：リチャード・マニュエル
3. ルック・アウト・クリーブランド  - Look Out Cleveland (Robertson) - 3:09
リード・ボーカル：リック・ダンコ
4. ジョーボーン  - Jawbone (Manuel, Robertson) - 4:20
リード・ボーカル：リチャード・マニュエル
5. アンフェイスフル・サーヴァント  - The Unfaithful Servant (Robertson) - 4:17
リード・ボーカル：リック・ダンコ
6. キング・ハーヴェスト  - King Harvest (Has Surely Come) (Robertson) - 3:39
リード・ボーカル：リチャード・マニュエル